# Велівітія-Дівітура (підрозділ окружного секретаріату)
Підрозділ окружного секретаріату Велівітія-Дівітура — підрозділ окружного секретаріату округу Галле, Південна провінція, Шрі-Ланка. Складається з 20 Грама Ніладхарі.